# Jurriën Timber
 (décembre 2019).
Jurriën Timber, né le 17 juin 2001 à Utrecht aux Pays-Bas, est un footballeur international néerlandais, qui joue au poste de défenseur à l'Arsenal FC.
Il est le frère jumeau de Quinten Timber.

## Biographie

### Ajax Amsterdam
Le 2 février 2018, il signe son premier contrat pro avec l'Ajax, jusqu'en 2021.
Timber fait ses débuts seniors pour l'Ajax lors d'une victoire 3-1 contre le SC Heerenveen le 7 mars 2020.
Il marque son premier but en carrière pour l'Ajax contre Emmen le 2 mai 2021. Un but synonyme d'ouverture du score pour une victoire écrasante de 4-0. Ce résultat consacre l'Ajax en tant que champion d'Eredivisie pour la 35e fois, un record.

### Arsenal Football Club
Après avoir refusé Manchester United la saison d'avant, Jurriën Timber s'engage avec Arsenal pour 35 millions pour la saison 2023-2024. Arrivé pour jouer au poste de latéral droit, Timber commence la saison en tant qu'arrière gauche pour pallier la blessure de l'actuel titulaire Oleksandr Zinchenko. Il joue son premier match officiel sous le maillot des gunners lors du Community Shield face à Manchester City, récent vainqueur du triplé. Arsenal s'impose aux tirs au but (4-1) après avoir arraché l'égalisation à la 101è minute grâce à une frappe déviée de Leandro Trossard. 
Le 15 août 2023, il est diagnostiqué d’une rupture des ligaments croisés antérieurs au niveau du genou droit, à la suite du match d’Arsenal contre Nottingham Forest.

### En équipe nationale
Avec les moins de 17 ans, il participe au championnat d'Europe des moins de 17 ans en 2018. Lors de cette compétition, il joue cinq matchs. Les Pays-Bas remportent le tournoi en battant l'Italie en finale après une séance de tirs au but. Jurriën Timber délivre une passe décisive lors de cette finale.
Avec les A, il est sélectionné avec les Pays-Bas pour l'UEFA Euro 2020 . Il fait ses débuts en équipe nationale le 2 juin 2021 lors d'un match amical contre l'Écosse, en tant que titulaire. Il enchaîne avec un autre match amical contre la Géorgie, toujours en tant que titulaire. Il dispute trois matchs lors de l'Euro 2020, un en tant que titulaire et les deux autres en sortie de banc. Malheureusement, les Pays-Bas sont éliminés dès les huitièmes de finale par la République Tchèque (0-2). Il est sélectionné ensuite en septembre puis en octobre, pour les éliminatoires de la Coupe du monde 2022 au Qatar. Il dispute 89 minutes lors du match nul face à la Norvège à Oslo (1-1). Il totalise six sélections avec les Pays-Bas.
Le 11 novembre 2022, il est sélectionné par Louis van Gaal pour participer à la Coupe du monde 2022.

## Carrière en club

### Carrière de jeunes
Timber a commencé à jouer pour le club basé à Utrecht, DVSU, à l'âge de quatre ans, avant de rejoindre le système de jeunes de Feyenoord à l'âge de six ans. En 2014, il rejoint l'Ajax, où il signe son premier contrat professionnel en 2018.

### Ajax
Timber a fait ses débuts en équipe première de l'Ajax lors d'une victoire 3-1 contre SC Heerenveen le 7 mars 2020.
Il a marqué son premier but en carrière pour l'Ajax contre Emmen le 2 mai 2021. C'était le premier but dans une victoire finale de 4-0. Ce résultat a confirmé l'Ajax en tant que champion de l'Eredivisie pour la 35e fois, un record.

### Arsenal
Le 14 juillet 2023, il a été annoncé que Timber avait rejoint Arsenal en provenance de l'Ajax, dans le cadre d'un contrat à long terme et porterait le numéro 12, précédemment porté par William Saliba. Arsenal a versé à l'Ajax un montant de transfert initial de £34 millions, l'accord contenant des add-ons qui pourraient porter le montant à £38.5 millions.

## Carrière internationale
Timber a joué pour les équipes nationales de jeunes des Pays-Bas, notamment chez les moins de 15 ans, les moins de 16 ans, les moins de 17 ans, les moins de 19 ans et les moins de 21 ans. Il a été sélectionné pour l'équipe nationale senior des Pays-Bas pour l'Championnat d'Europe de football 2020. Il a fait ses débuts avec l'équipe le 2 juin 2021, en tant que titulaire lors d'un match amical contre l'Écosse.
Timber a été inclus dans la sélection finale de l'équipe des Pays-Bas pour la Coupe du monde de football 2022 par l'entraîneur Louis van Gaal en novembre 2022. Après avoir manqué la victoire en phase de groupes contre le Sénégal, il a joué 90 minutes lors du match nul 1-1 contre l'Équateur et la victoire 2-0 contre le Qatar. Il a de nouveau joué 90 minutes lors de la victoire en huitièmes de finale contre les États-Unis ainsi que lors de l'intégralité du match des quarts de finale contre l'Argentine, que les Pays-Bas ont finalement perdu aux tirs au but et ont donc été éliminés du tournoi.

## Palmarès

### En club
- Ajax Amsterdam
  - Champion des Pays-Bas en  2021 et 2022.
  - Vainqueur de la Coupe des Pays-Bas en 2021.
- Arsenal FC
  - Community Shield (1) :
    - Vainqueur en 2023

  - Premier League :
    - Vice champion : 2024

### En sélection
- Vainqueur du championnat d'Europe des moins de 17 ans en 2018 avec l'équipe des Pays-Bas des moins de 17 ans